# Friesea monoculata
Friesea monoculata is een springstaartensoort uit de familie van de Neanuridae. De wetenschappelijke naam van de soort is voor het eerst geldig gepubliceerd in 1972 door Dunger.